# جردس العبید
جردس العبید (به عربی: جردس العبید) یک منطقهٔ مسکونی در لیبی است که در استان مرج واقع شده‌است. جردس العبید ۶٬۰۵۱ نفر جمعیت دارد و ۳۳۰ متر بالاتر از سطح دریا واقع شده‌است.